# Hebridosimulium
Hebridosimulium is een muggenondergeslacht uit de familie van de kriebelmuggen (Simuliidae). De wetenschappelijke naam van het ondergeslacht is voor het eerst geldig gepubliceerd in 1961 door Grenier en Rageau (als geslacht).